# Emanuel Thabiso Nketu
Emanuel Thabiso Nketu (* 25. Januar 1980) ist ein lesothischer Amateurboxer, der vor allem im Bantamgewicht in Erscheinung tritt.
Seine größten Turnierteilnahmen hatte er bei den Commonwealth Games 2006 in Melbourne, als er zwei Kämpfe bestritt und davon einen gewann, und beim Boxen bei den Olympischen Sommerspielen 2008 in Peking.

## Karriere
Über die anfängliche Karriere von Emanuel Thabiso Nketu ist weitgehend wenig bis nichts bekannt. Als 26-Jähriger nahm er am Boxturnier an den in Australien ausgetragenen Commonwealth Games 2006 teil, wobei er Teil einer 29-köpfigen Athletendelegation war, und konnte sich dabei in einem seiner zwei Kämpfe gegen seinen Kontrahenten durchsetzen. Dabei gewann er, nachdem er in der  Mit den Erfolgen des Landsmannes Moses Kopo, der bei diesen Spielen die Silbermedaille im Leichtweltergewicht gewann, konnte Nketu allerdings nicht anschließen. Während er in der Runde der besten 16 mit 21:13 Punkten noch als Sieger über Manju Wanniarachchi aus Sri Lanka hervorging, verlor er in der Viertelfinalrunde gegen den späteren Bronzemedaillengewinner Mmoloki Nogeng aus Botswana, der selbst erst im Halbfinale dem späteren Silbermedaillengewinner Bruno Julie aus Mauritius unterlag.
Dennoch etablierte er sich in seinem Heimatland als einer der erfolgreichsten Boxer und nahm zwei Jahre später als einziger Boxer Lesothos am Boxturnier bei den Olympischen Sommerspielen 2008 in Peking teil. Dort schied er jedoch noch in der ersten Runde gegen Bruno Julie aus Mauritius mit 8:17 Punkten in vier Runden aus, obwohl er in der ersten Runde noch mit 4:0 Punkten in Führung lag. Während Leichtathlet Tsotang Maine bei der Eröffnungszeremonie als lesothischer Flaggenträger in Erscheinung trat, war Emanuel Thabiso Nketu bei den Abschlussfeierlichkeiten als Flaggenträger seines Heimatlandes im Einsatz.